# Curtis Partch
Curtis Partch (né le 13 avril 1987 à Merced, Californie, États-Unis) est un lanceur droitier des Ligues majeures de baseball jouant avec les Reds de Cincinnati.

## Carrière
Curtis Partch est drafté au 49e tour de sélection par les Giants de San Francisco en 2005 mais n'est pas mis sous contrat et est conséquemment repêché et engagé par les Reds de Cincinnati, qui le choisissent au 26e tour en 2007.
Partch fait ses débuts dans le baseball majeur comme lanceur de relève pour Cincinnati le 9 juin 2013. Amené au monticule en 10e manche du match face aux Cardinals de Saint-Louis, il accorde un grand chelem au premier frappeur qu'il affronte, Matt Holliday.